# Lethrinus xanthochilus
Lethrinus xanthochilus és una espècie de peix pertanyent a la família dels letrínids.

## Descripció
- Pot arribar a fer 70 cm de llargària màxima (normalment, en fa 59) i 5.440 g de pes.
- El cos és gris groguenc amb taques fosques irregulars disperses.
- Llavis groguencs.
- 10 espines i 9 radis tous a l'aleta dorsal i 3 espines i 8 radis tous a l'anal.
- Les aletes són de color gris blavós i clapat. Les vores de les aletes dorsal i caudal són vermelloses.
- Presenta una taca vermella a la base superior de l'aleta pectoral.[5][6][7]

## Alimentació
Menja principalment crustacis, peixos i equinoderms.

## Hàbitat
És un peix marí, associat als esculls i de clima tropical (25°N-33°S) que viu fins als 150 m de fondària.

## Distribució geogràfica
Es troba des del mar Roig i l'Àfrica oriental fins a les illes Marqueses i les illes Ryukyu.

## Observacions
És inofensiu per als humans.